# Агафонова, Татьяна Ивановна
Татья́на Ива́новна Агафо́нова (род. 8 октября 1963, Москва) — советская и российская актриса театра и кино, телеведущая.

## Биография
Родилась 8 октября 1963 года в Москве.
После школы поступила в медицинское училище, но через два месяца оставила учёбу, так как была принята в школу-студию МХАТ, которую окончила в 1985 году (мастерская В. П. Маркова). В 1980-х активно снималась в кино. Актриса театра-студии под руководством О. Табакова (1990—1993). В 1990-х годах работала на телевидении на телеканале ТВ-6 в программе «Аптека ТВ-6», затем рубрику в программе «На здоровье» на РТР. В 1993 году поступила на юридический факультет Академии экономики и права. Занималась бизнесом, но безуспешно.
В 1998 году переехала в деревню Залазино Лихославльского района Тверской области, где ей предложили должность председателя колхоза «Вперёд». Изредка снималась в кино.
Окончила Тверскую сельскохозяйственную академию по специальности «менеджмент».
В 2007 году организовала продюсерский центр «Три столицы». Вернулась в актёрскую профессию.
В 2009—2011 годах — генеральный директор кинофестиваля «Литература и кино» в Гатчине.

## Личная жизнь
Замужем не была, детей не имеет.

## Фильмография
- 1983 — Одиноким предоставляется общежитие — Лиза Лаптева
- 1984 — Невероятное пари, или Истинное происшествие, благополучно завершившееся сто лет назад — Марья, жена сапожника
- 1984 — Особый случай
- 1984 — Рыжий честный влюблённый — мама-Зайчиха
- 1984 — Талисман любви — эпизод
- 1985 — Завещание — Валентина Сергеевна
- 1985 — Не ходите, девки, замуж — Наталья Солдатова, доярка
- 1985 — Подружка моя — Нюра, подружка Тани
- 1985 — Танцплощадка — Бубнова
- 1986 — Аэропорт со служебного входа — стюардесса
- 1986 — Затянувшийся экзамен — гостья на свадьбе
- 1986 — Зина-Зинуля — Валя Никитина, подруга Зины
- 1986 — По главной улице с оркестром — Луиза
- 1986 — Земля моего детства — Шура, жена Павла
- 1986 — Трава зелёна — Анфиса
- 1987 — Забытая мелодия для флейты — хористка
- 1987 — Особый случай
- 1987 — Причалы — Катерина, несостоявшаяся невеста Гриши
- 1987 — Топинамбуры — врач, соседка Коли и Миши
- 1988 — Остров ржавого генерала — Звонилкина, пилот
- 1988 — Пилоты — девушка-сержант
- 1988 — Поджигатели — учительница французского языка
- 1988 — Скорый поезд — Лидка, официантка вагона-ресторана
- 1989 — Беспредел — музыкант-флейтист
- 1989 — Бывший папа, бывший сын — Зинка
- 1989 — Интердевочка — Верка-Москвичка
- 1989 — Процесс — Мария Трофимовна, заседатель
- 1990 — Женский день — Ася
- 1990 — Сделано в СССР — Таня, учительница
- 1991 — Брюнетка за 30 копеек — «Графиня»
- 1991 — Джокер — комсомолка-водитель, участница автопробега
- 1991 — Пять похищенных монахов — Райка Паукова
- 1991— Ревизор — Марья Антоновна, дочь городничего
- 1991 — Умирать не страшно — соседка
- 1992 — Мужской зигзаг — медсестра
- 1992 — Помнишь запах сирени… —Тамара, заключённая
- 1992 — Удачи вам, господа! — цыганка Маша
- 1992 — Шоу для одинокого мужчины — Нюша
- 1993 — Аляска Кид — Мака
- 1993 — Скандал в нашем Клошгороде — Латонида Серафимовна
- 1994 — Я люблю — Ирина, подруга Марго
- 1994 — Петербургские тайны — Глаша
- 1994 — Жизнь и необычайные приключения солдата Ивана Чонкина — Нинка
- 1998 — Развязка Петербургских тайн — Глаша, горничная Юлии Бероевой
- 2001 — Дальнобойщики (20-я серия «Вероника») — следователь, майор юстиции
- 2002 — Ха!
- 2003 — Пан или пропал — Беата по прозвищу Кенгуриха
- 2003 — Убить вечер — эпизод
- 2004 — Полёт аиста над капустным полем — жена сотрудника ГИБДД
- 2004 — Против течения — рыбачка
- 2006 — Петя Великолепный
- 2006 — Будем на ты — бабушка Петьки
- 2008 — Лёд в кофейной гуще (Украина) — Галина Ивановна
- 2008 — Мины в фарватере — комендант общежития
- 2009 — Грязная работа — Галина, дочь Алевтины Кузиной
- 2009 — Большая нефть — Марта Авдеева
- 2010 — Гаражи — Маша, жена Дзякина
- 2010 — Дом Солнца — мать Бабы Беды, начальник отделения милиции
- 2010 — Маршрут милосердия — Нонна
- 2010 — Новогодние сваты — Ильинична, бухгалтер
- 2011 — Жизнь и приключения Мишки Япончика — мадам Гликберг
- 2012 — Пока цветёт папоротник — Нинка, повариха
- 2012 — Путейцы — Аксинья, жена Степана
- 2013 — Вверх тормашками — зэчка
- 2013 — Дождаться любви — Зина
- 2013 — Одинокие сердца — Татьяна Дмитриевна
- 2014 — Чужой среди своих — тётя Аня
- 2015 — Рая знает — Валентина Адамовна, соседка
- 2015 — Точки опоры (3-я серия) — Клавдия Васильевна, горничная в пансионате «Волна»
- 2016— Челночницы — Нина Николаевна, мать Светы
- 2018 — Челночницы. Продолжение — Нина Николаевна, мать Светы
- 2019 — Лев Яшин. Вратарь моей мечты — Антонина, вахтёр
- 2019 — Призраки Замоскворечья — Ирина Петровна
- 2023 — Шифр 4 — Филимонова, соседка Волынина

### Киножурнал «Ералаш»
- 1994 — Выпуск № 102 (сюжет «Экстрасенс»)[6] — дворничиха (нет в титрах)
- 1997 — Выпуск № 117 (сюжет «Опасная зона»)[7] — Раиса Ивановна, учительница
- 2000 — Выпуск № 140 (сюжет «Неприятное известие»)[8] — мама Кати